# Fremont (BART)
Fremont is een metrostation in de Amerikaanse stad Fremont (Californië). Het station is op 11 september 1972 geopend als het zuidelijke eindpunt van het BART-net. Aanvankelijk deed alleen de Richmond-Fremont Line het station aan, op 16 september 1974 kwam hier de Fremont-Daly City Line bij die een rechtstreekse verbinding met de binnenstad van San Francisco biedt. De Richmond-Fremont Line is de eerste lijn van het net waar zich dan ook de kinderziektes openbaarde. BART paste als eerste op grote schaal computer gestuurde metro's toe en op 2 oktober 1972 reed een metro ten zuiden van het station van het talud af als gevolg van een fout in het besturingssysteem. Het ongeluk, dat als Fremont-Flyer in de pers kwam, had vier gewonden tot gevolg. Na onderzoek werd het besturingssysteem gewijzigd en de directie vervangen.     

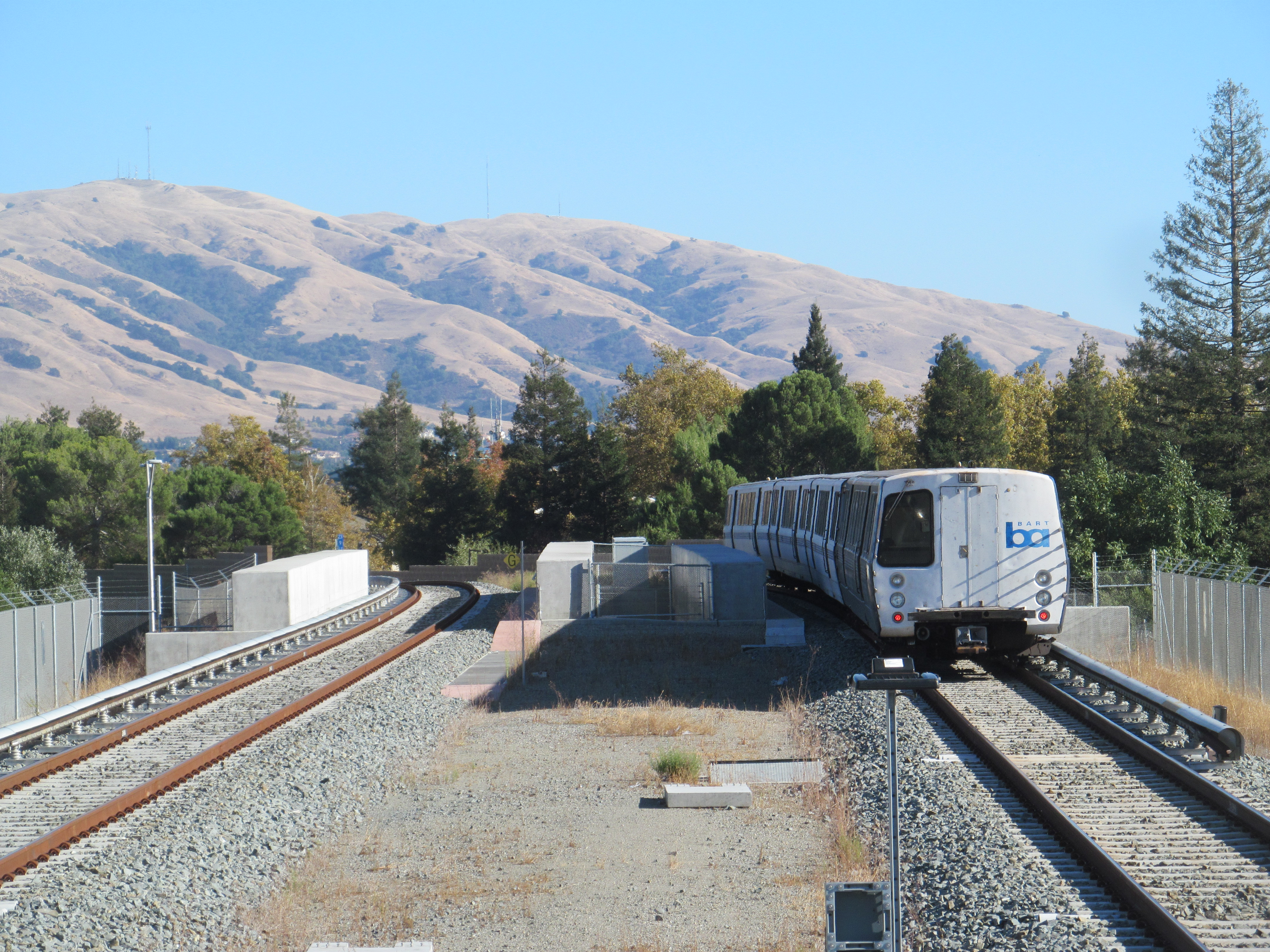
Een metro op weg naar het zuiden op het viaduct over Walnut avenue dat op 2 oktober 1972 nog niet gebouwd was.
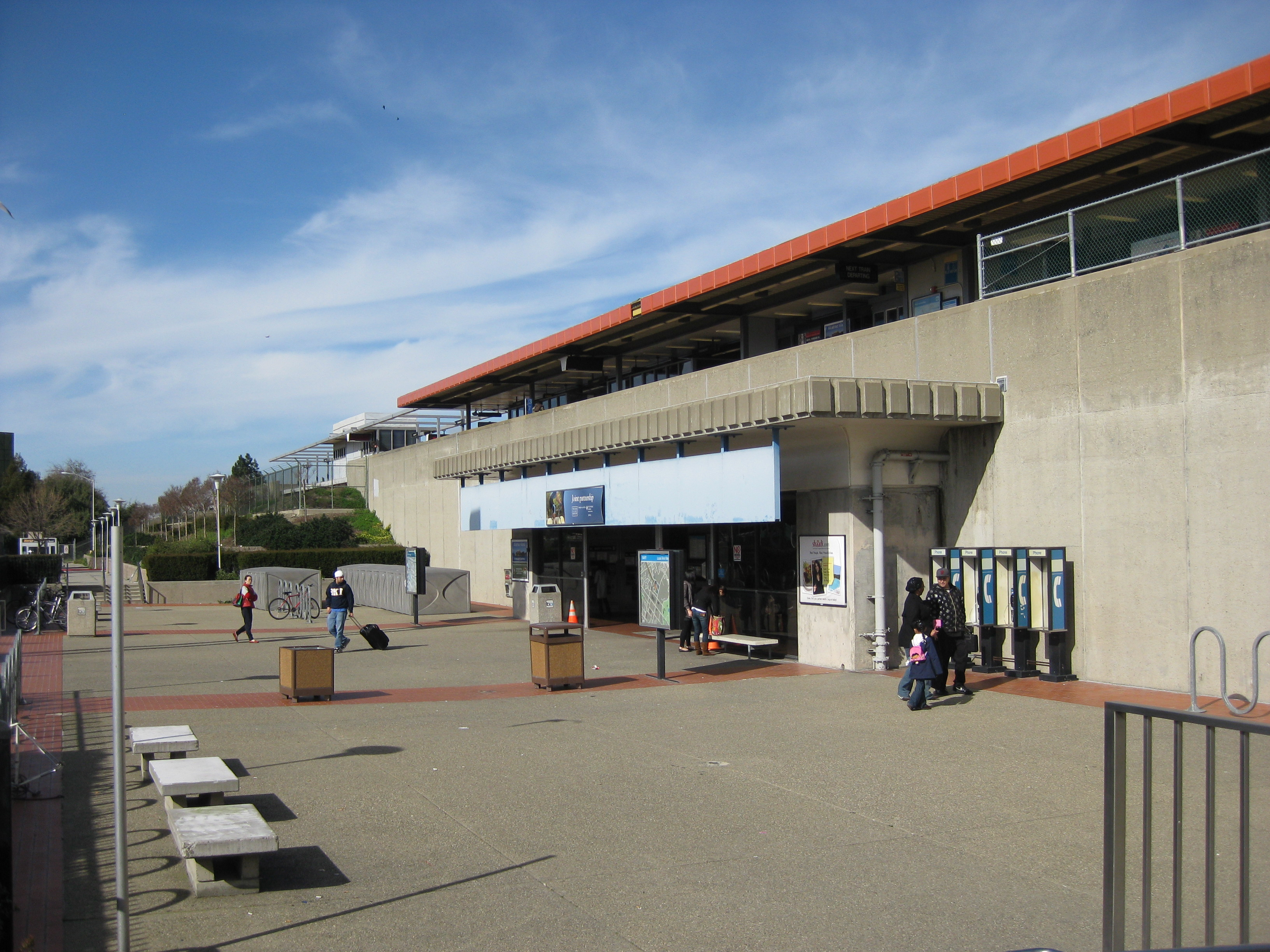
De zuidgevel aan het stationsplein
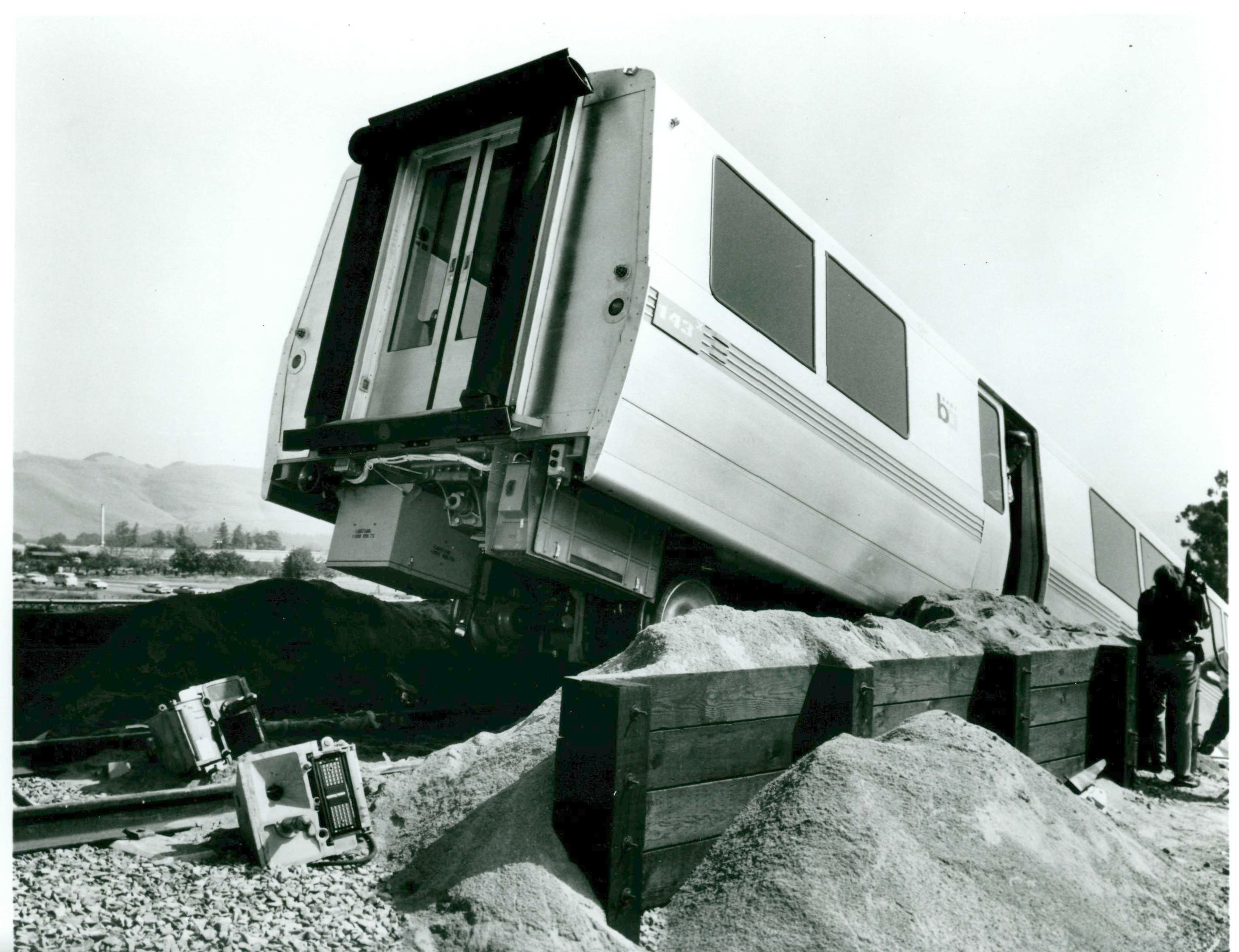
Fremont-Flyer